# Coombes Ridge
Coombes Ridge är en bergstopp i Antarktis. Den ligger i Östantarktis. Australien gör anspråk på området. Toppen på Coombes Ridge är 29 meter över havet.
Terrängen runt Coombes Ridge är varierad. Havet är nära Coombes Ridge norrut. Trakten är obefolkad. Det finns inga samhällen i närheten.